# 兴宁行政督察区
兴宁行政督察区，是中华民国时期的行政区划，以兴宁为行政驻所，下辖：龙川县、五华县、梅县、大埔县、蕉岭县、平远县、连平县、和平县，及治所所在的兴宁县，共9县。由于治所兴宁县，古代属于循州，1912年（民国元年），隶属国民政府设立广东省潮循道；故兴宁行政督察区，又名循州行政督察区，简称“循州区”。

## 背景
根据1921年（民国廿一年），中国国民政府行政院，颁布的《行政督察专员公署暂行条例》；1936年（民国廿五年），中国国民政府设置了省以下，县以上的行政分区，就是“行政督察区”。
行政督察区，并不是真正意义上的行政区，它仍由省级行政专员公署统一领导，所以只是虚设的行政级别。当时，全国各省都划分了行政督察区，以省名、序数，为行政督察区冠名。
当时在政府工作文件中，各行政督察区简单地以序数命名出现，常常不能使官员清楚地了解它所代表的区域，造成不必要的麻烦。所以于1948年（民国卅七年），全国各省的行政督察，被敕令以当地的行政驻地来命名。兴宁行政督察区，即是原来的广东省第六行政督察区。

## 各县在清代的行政隶属
- 嘉应州属：清雍正十一年（1733年）划潮州府的程乡县、镇平县（今蕉岭县）、平远县，和惠州府的兴宁县、长乐县（今五华县）；合五县设置嘉应直隶州，史称嘉应五属。以程乡县（今梅州）为治所，其中程乡县又称为嘉应本属。
- 惠州府属：龙川县、和平县、连平县。其中，连平县原为散州，并不管辖其余县域；宣统三年（1911年），清政府将连平州调整为连平县。
- 潮州府属：大埔县。大埔县在清代的行政区域划分上，隶属潮州府，但方言、文化和认同感又属客家，在潮府其它各县中独然，甚显不同。清代以来，该县外出经商者为数众多，其邑人无入潮州会馆，反而多与周边的客家州县联结成同乡商会。

## 后况
兴宁行政督察区成为中共建政后设立的兴梅地区和目前的梅州地级市的前身。兴梅专区是一个临时性的地方行政区域，初设于1949年，撤销于1952年。中共建政之初设立的兴梅专区，继承了原来的兴宁行政督察区的“兴”字；然而实际上兴梅专区的驻地，已并非设在兴宁县，而是迁往了当时的梅县（即今梅州市）。
1949年设立的兴梅专区，管辖了原来兴宁行政督察区东部的六个县：兴宁县、梅县、大埔县、五华县、蕉岭县、平远县。同时，龙川县、连平县、和平县划归惠阳地区。     
1965年，原兴宁行政督察区的兴宁县、梅县、大埔县、五华县、蕉岭县、平远县，和后来划入的丰顺县（原属汕头市），设立为梅县地区。1988年，原梅县地区，改设为梅州地级市，地级市治所驻梅江区（原梅县市梅州镇）。1994年6月，兴宁县改置为县级市，即今兴宁市，仍由梅州地级市代管。
1988年，原惠阳地区的龙川县、连平县、和平县、河源县、紫金县等5个县，改设为河源地级市，地级市治所驻原河源县县城，今称源城区。1993年11月，原河源县郊区改置为东源县，属河源市。

## 文化
原兴宁行政督察区及后来的梅县地区、惠阳地区，是中国著名的客家文化代表区。
- 从方言角度看：目前梅州话被认为是客家方言的代表，目前中华人民共和国中央人民广播电台的客家话节目，多采用梅州话播音，其播音员多从梅县（亦包含梅江区）录取。
- 从饮食角度看：目前国内公认的客家菜的代表，以广东省境内的河源菜为典型，以梅州菜、惠州菜为两翼。河源菜实际指今河源地级市辖下的五个县域的饮食烹调艺术。此外，汀州、赣州、韶州的饮食烹调艺术，也属于客家菜系的重要组成部分。以河源菜为代表的客家菜系，是广东省三大菜系之一，中国十大菜系之一。因为中国客家菜是由广东省东江流域的客家菜为代表，所以客家菜也别名东江菜。
- 从文艺角度看：著名的客家山歌，以此区内的梅县松口镇为代表；以客家话演绎的传统戏剧艺术——花朝戏、大埔汉剧，亦在此区流行；此外还有，以带有部分粤语特点的东江客语（以惠州话为代表）演绎的戏剧——客粤剧（又称惠剧），主要流行在博罗县、东莞市及梅州市等地。